# Rhopalosoma
Rhopalosoma is een geslacht van vliesvleugelige insecten uit de familie Rhopalosomatidae. Dit geslacht werd voor het eerst beschreven door Cresson in 1865. De 17 soorten uit dit geslacht komen allemaal voor in Noord- en Zuid-Amerika.